# U20-as női labdarúgó-világbajnokság
Az U20-as női labdarúgó-világbajnokság a 20 éven aluli nők labdarúgó-világbajnoksága, melyet kétévente rendeznek. Az első kiírást 2002-ben rendezték meg. Az első két kiíráson 19 éven aluliak vettek részt, a torna neve is U19-es női labdarúgó-világbajnokság volt.

## Eredmények
Az eddigi tíz tornán háromszor az amerikai és a német válogatott győzött. 2006-ban és 2016-ban is Észak-Korea nyerte a vb-t.
| Év   | Házigazda         | Döntő              | Döntő      | Döntő           | Bronzmérkőzés      | Bronzmérkőzés               | Bronzmérkőzés      |
| Év   | Házigazda         | Aranyérmes         | Eredmény   | Ezüstérmes      | Bronzérmes         | Eredmény                    | 4. helyezett       |
| ---- | ----------------- | ------------------ | ---------- | --------------- | ------------------ | --------------------------- | ------------------ |
| 2002 | · Kanada          | · Egyesült Államok | 1–0 (h.u.) | · Kanada        | · Németország      | 1–1 Büntetőkkel: 4–3        | · Brazília         |
| 2004 | · Thaiföld        | · Németország      | 2–0        | · Kína          | · Egyesült Államok | 3–0                         | · Brazília         |
| 2006 | · Oroszország     | · Észak-Korea      | 5–0        | · Kína          | · Brazília         | 0–0 (h.u.) Büntetőkkel: 6–5 | · Egyesült Államok |
| 2008 | · Chile           | · Egyesült Államok | 2–1        | · Észak-Korea   | · Németország      | 5–3                         | · Franciaország    |
| 2010 | · Németország     | · Németország      | 2–0        | · Nigéria       | · Dél-Korea        | 1–0                         | · Kolumbia         |
| 2012 | · Japán           | · Egyesült Államok | 1–0        | · Németország   | · Japán            | 2–1                         | · Nigéria          |
| 2014 | · Kanada          | · Németország      | 1–0 (h.u.) | · Nigéria       | · Franciaország    | 3–2                         | · Észak-Korea      |
| 2016 | · Pápua Új-Guinea | · Észak-Korea      | 3–1        | · Franciaország | · Japán            | 1–0                         | · Egyesült Államok |
| 2018 | · Franciaország   | · Japán            | 3–1        | · Spanyolország | · Anglia           | 1–1 Büntetőkkel: 4–2        | · Franciaország ·  |
| 2022 | · Costa Rica      | · Spanyolország    | 3–1        | · Japán         | · Brazília         | 4–1                         | · Hollandia        |

## Díjak

### Adidas Golden Ball
A díjat a torna legjobb játékosának megválasztott játékos kapja.
| Torna                 | Győztes            |
| --------------------- | ------------------ |
| 2002, Kanada          | Christine Sinclair |
| 2004, Thaiföld        | Marta              |
| 2006, Oroszország     | Ma Xiaoxu          |
| 2008, Chile           | Sydney Leroux      |
| 2010, Németország     | Alexandra Popp     |
| 2012, Japán           | Marozsán Dzsenifer |
| 2014, Kanada          | Asisat Oshoala     |
| 2016, Pápua Új-Guinea | Szugita Hina       |
| 2018, Franciaország   | Patricia Guijarro  |
| 2022, Costa Rica      | Hamano Maika       |

### Adidas Golden Shoe
A díjat a tornán legtöbb gólt szerző játékosa kapja.
| Torna                 | Győztes            | Gól |
| --------------------- | ------------------ | --- |
| 2002, Kanada          | Christine Sinclair | 10  |
| 2004, Thaiföld        | Brittany Timko     | 7   |
| 2006, Oroszország     | Ma Xiaoxu          | 5   |
| 2008, Chile           | Sydney Leroux      | 5   |
| 2010, Németország     | Alexandra Popp     | 10  |
| 2012, Japán           | Kim Un-Hwa         | 7   |
| 2014, Kanada          | Asisat Oshoala     | 7   |
| 2016, Pápua Új-Guinea | Ueno Mami          | 5   |
| 2018, Franciaország   | Patricia Guijarro  | 6   |
| 2022, Costa Rica      | Inma Gabarro       | 8   |

### Adidas Golden Glove
A díjat a torna legjobb kapusának megválasztott játékos kapja.
| Torna                 | Győztes          |
| --------------------- | ---------------- |
| 2008, Chile           | Alyssa Naeher    |
| 2010, Németország     | Bianca Henninger |
| 2012, Japán           | Laura Benkarth   |
| 2014, Kanada          | Meike Kämper     |
| 2016, Pápua Új-Guinea | Mylène Chavas    |
| 2018, Kanada          | Sandy MacIver    |
| 2022, Costa Rica      | Txell Font       |

### FIFA Fair Play-díj
A díjat a legsportszerűbb csapat kapja.
| Torna                 | Győztes          |
| --------------------- | ---------------- |
| 2002, Kanada          | Japán            |
| 2004, Thaiföld        | Egyesült Államok |
| 2006, Oroszország     | Észak-Korea      |
| 2008, Chile           | Egyesült Államok |
| 2010, Németország     | Dél-Korea        |
| 2012, Japán           | Japán            |
| 2014, Kanada          | Kanada           |
| 2016, Pápua Új-Guinea | Japán            |
| 2018, Franciaország   | Japán            |
| 2022, Costa Rica      | Japán            |

## Összesítés
Az alábbi táblázat a 2002 és 2022 között megrendezett U19-es és U20-as női labdarúgó-világbajnokságok első négy helyezett csapatait tartalmazza.
| Nemzet           | Aranyérmes           | Ezüstérmes     | Bronzérmes     | 4. helyezett   |
| ---------------- | -------------------- | -------------- | -------------- | -------------- |
| Németország      | 3 (2004, 2010, 2014) | 1 (2012)       | 2 (2002, 2008) |                |
| Egyesült Államok | 3 (2002, 2008, 2012) |                | 1 (2004)       | 2 (2006, 2016) |
| Észak-Korea      | 2 (2006, 2016)       | 1 (2008)       |                | 1 (2014)       |
| Japán            | 1 (2018)             | 1 (2022)       | 2 (2012, 2016) |                |
| Spanyolország    | 1 (2022)             | 1 (2018)       |                |                |
| Nigéria          |                      | 2 (2010, 2014) |                | 1 (2012)       |
| Kína             |                      | 2 (2004, 2006) |                |                |
| Kanada           |                      | 1 (2002)       |                |                |
| Brazília         |                      |                | 2 (2006, 2022) | 2 (2002, 2004) |
| Franciaország    |                      | 1 (2016)       | 1 (2014)       | 2 (2008, 2018) |
| Anglia           |                      |                | 1 (2018)       |                |
| Dél-Korea        |                      |                | 1 (2010)       |                |
| Kolumbia         |                      |                |                | 1 (2010)       |
| Hollandia        |                      |                |                | 1 (2022)       |